# Gösta Carell
Gustaf (Gösta) Imanuel Carell, född 21 maj 1888 i Stockholm, död 1962 i Stockholm, var en svensk medaljgravör.
Han var son till kontrollören Gustaf Carell och Ida Nilsson, och gift första gången 1914 med Emmy Bogstrand och andra gången 1942 med Hjördis Moberg. Carell studerade vid Tekniska skolan i Malmö och anställdes efter avslutad skolgång vid Skånska Cementgjuteriets ateljé för fasaddekorationer 1910. Han studerade därefter en kortare tid för Bissen den yngre i Köpenhamn. Han vistades i Amerika 1913–1920 och var där verksam vid Victor David Brenners medaljateljé 1916–1919 samtidigt bedrev han studier vid Cooper Union och School of Beaux Arts. Han återvände till Malmö 1920 och bosatte sig 1922 i Stockholm där han arbetade med större reliefer till gravvårdar, han debuterade som medaljgravör 1925 med medaljen över Frithiof Lennmalm. En retrospektiv utställning med Carells medaljer visades på Kungliga myntkabinettet 1945 samt på Malmö museum och Nationalmuseet i Köpenhamn 1946. Carell är representerad vid Uppsala universitetsbibliotek och Nationalmuseum samt med nästan hela sin medaljproduktion vid Kungliga myntkabinettet i Stockholm. Carell är begravd på Bromma kyrkogård.